# Великие Крынки
Великие Крынки (укр. Великі Кринки) — село, Глобинская городская община, Кременчугский район, Полтавская область, Украина.
Код КОАТУУ — 5320684601. Население по переписи 2001 года составляло 2574 человека.
До 2020 года являлась административным центром Крынковского сельского совета, в который, кроме того, входили сёла Весёлая Долина, Сиренки, Степовое и Шевченки.

## Географическое положение
Село Великие Крынки находится на берегу пересыхающей речушки Крынычка, которая через 9 км впадает в реку Хорол.
На расстоянии до 4-х км расположены сёла Петровка, Малиновка, Степовое, Весёлая Долина и Лукашовка.
На реке несколько запруд.
Рядом проходит автомобильная дорога Т-1717.

## История
- Слобода Кринки заселена в начале XVIII века.
- 1928 год — образован Великокрынковский район, который был ликвидирован в 1930 году.
- 1935 год — Великокрынковский район восстановлен в составе Харьковской области, который в 1937 году переподчинён новообразованной Полтавской области.
- 1962 год — сёла Бетяги, Великие Крынки и Малые Крынки объединили в село Великие Крынки. 30 декабря 1962 года Великокрынковский район упразднён, село передано в Глобинский район.
- с 2020 года в составе Кременчугского района.

## Известные уроженцы
- Ерман, Яков Зельманович — революционер, один из организаторов установления советской власти в Царицыне. Глава Царицына с 1917 по 1918 год.
- Сухорук, Пётр Маркович (1939—2000) — Герой Социалистического Труда.

## Экономика
- Молочно-товарная и свино-товарная фермы.
- «Кринковское», ООО.

## Объекты социальной сферы
- Школа І—ІІІ ст.
- Школа І—ІІ ст.
- Дом культуры
- Детская музыкальная школа
- Стадион

## Достопримечательности
- Братская могила советских воинов.